# کارکس سازاتیلیس
کارکس سازاتیلیس (نام علمی: Carex saxatilis) نام یک گونه از سرده جگن است.